# Lobocleta subcincta
Lobocleta subcincta là một loài bướm đêm trong họ Geometridae.